# اتحادیه جوانان کمونیست ایران
اتحادیه جوانان کمونیست ایران یک سازمان جوانان کمونیست در ایران بود. این سازمان در اواسط انقلاب گیلان، در تاریخ ۹ مرداد ۱۲۹۹ به دنبال انشعابِ بین عناصر جنبش جنگل تأسیس شد. این اتحادیه فعالیت‌های انقلابی  برای آگاهی مردم انجام انجام داده و اقدامات مسلحانه را با ائتلاف پیروان میرزا کوچک خان جنگلی سازماندهی کردند. این سازمان پس از شکست جمهوری شورایی سوسیالیستی ایران پایان یافت.
در سال ۱۳۰۵ گروه‌های مختلف جوانان کمونیست با یکدیگر ادغام شدند و اتحادیه جوانان کمونیست ایران را بازآفرینی کردند. این اتحادیا بخشی از انترناسیونال کمونیست جوان بود. در پاییز سال ۱۳۰۷، این سازمان همراه با در دوران سایر گروه‌های چپ سرکوب شد.